# Códigos Q y la terminología multilingüe de la medicina general y de familia
Los Códigos Q sirven para representar los conceptos organizativos esenciales de la Medicina Familiar. Forman un capítulo complementario en la Clasificación Internacional de Atención Primaria, segunda edición (CIAP-2).
Los Códigos Q son parte del proyecto "Clasificación del Contenido Esencial de la Medicina General / de Familia" (3CGP en inglés: Core Content Classification in General Practice). Se combina la clasificación CIAP-2 y los Códigos Q para formar la 3CGP con el propósito de facilitar la indexación documental, y así disponer de un sistema específico de indexación en Atención Primaria de Salud. .

## El proyecto 3CGP
3CGP es el acrónimo de «Core Content Classification in General Practice», o "Clasificación del Contenido Esencial de la Atención Primaria". Es un sistema de clasificación compuesto de dos partes: la CIAP-2 y los Códigos Q. Es decir, la Clasificación Internacional de Atención Primaria (CIAP) desarrollada por el Comité de Clasificación de la WONCA (World Organization of Family Doctors), asociada con una clasificación (Códigos Q) de los asuntos no clínicos, de la organización y características de la medicina general y la familia.
El propósito original para desarrollar el proyecto 3CGP es la indexación de la literatura gris, es decir, de los documentos no publicados en revistas médicas internacionales, como son los resúmenes de congresos de Atención Primaria, los trabajos de fin de grado o las tesis doctorales en medicina de familia. En este sistema de gestión del conocimiento, las secciones de la clasificación CIAP-2 se utilizan como descriptores para los artículos relacionados con los síntomas, los actos y diagnósticos médicos. Los Códigos Q están reservados para los elementos no clínicos a clasificar, es decir, todos las actividades en medicina de familia no relacionadas directamente con los síntomas, los actos o diagnósticos profesionales.

## Historia del proyecto
En los años 80, en él, los asistentes del Departamento de Medicina General de la Universidad de Ámsterdam, dirigido por el difunto profesor Henk Lamberts, leyeron e indexaron las revistas de medicina general. Eso fue antes de la existencia de Internet e incluso antes de disponer de Medline en CD-ROM. Retomando la idea prínceps del profesor Henk Lamberts hemos identificado en congresos de medicina familiar, mediante una metodología de análisis cualitativo, los principales temas discutidos por los participantes. Las dimensiones o síntomas clínicos, diagnósticos o actos médicos, fueron identificados y codificados por el CIAP-2. El proceso actual de taxonomía Códigos Q está liderado por el Dr. Marc Jamoulle y un extenso equipo de trabajo multidisciplinario internacional que ha permitido la creación, traducción publicación y diseminación de la iniciativa, que está disponible en 19 idiomas. 
Publicación accesible.

## Estructura de la Taxonomía
La taxonomía propuesta por los Códigos Q, se divide en 8 áreas o dominios. Cada área se divide en categorías, subcategorías y a veces sub-subcategorías.
Las categorías no clínicas, como la calidad o continuidad o las dimensiones de ética médica se reunieron en 182 temas y organizados en una taxonomía denominada Códigos Q que fue construida progresivamente por la identificación de los temas tratados por los médicos de familia durante su conferencia, siguiendo los pasos de Grounded theory, y utilizando el software .
Las ocho áreas son denominadas del siguiente modo: QC categoría de pacientes, QD cuestión del médico o relativo al médico (D de Doctor),  QP cuestión del Paciente o relativo al paciente, QE de Ética médica, QH salud planetaria, originalmente titulada Salud Ambiental (H de environmental Health) QR investigación y desarrollo (R de Research), QS estructura de la práctica (S de Structure), QT gestión del conocimiento (T de Teaching & Training)
A la izquierda, los campos relativos a las personas; Cuestión del médico (QD), Cuestión del paciente (QP) Categoría de pacientes. (QC).
A la derecha ; la Estructura (QS), Gestión del conocimiento (QT) Investigación y Desarrollo. (QR)
En el centro, de unirse a cualquier; Ética médica (QE).
Los peligros del Salud planetaria (QH), que forman el fondo de la labor del médico, están representados por un triángulo estilizada en cola oblicua. Se nota que QH también bloquea la rueda.